# This Town Ain't Big Enough for Both of Us
"This Town Ain't Big Enough for Both of Us" is een nummer geschreven door Ron Mael van de Amerikaanse popgroep Sparks. Het is het openingsnummer van het album Kimono My House dat in 1974 uitkwam. Het nummer werd in diverse landen, waaronder Nederland als single uitgegeven.
Het album behaalde een tweede plaats in de Britse hitlijst, de vijfde plaats in de Top 40 en de vierde plaats in de Nationale Hitparade.
De Sparks namen het nummer opnieuw op met de alternatieve-rockband Faith No More voor het album Plagiarism dat uitkwam in 1997. Ook volgende een release als single en behaalde een veertigste plaats in Groot-Brittannië.
Het nummer werd ook gecoverd door Siouxsie and the Banshees op hun album Through the Looking Glass uit 1987.

## Hitnoteringen
| This Town Ain't Big Enough for Both of Us in de Nederlandse Top 40 - binnen: 1 juni 1974 | This Town Ain't Big Enough for Both of Us in de Nederlandse Top 40 - binnen: 1 juni 1974 | This Town Ain't Big Enough for Both of Us in de Nederlandse Top 40 - binnen: 1 juni 1974 | This Town Ain't Big Enough for Both of Us in de Nederlandse Top 40 - binnen: 1 juni 1974 | This Town Ain't Big Enough for Both of Us in de Nederlandse Top 40 - binnen: 1 juni 1974 | This Town Ain't Big Enough for Both of Us in de Nederlandse Top 40 - binnen: 1 juni 1974 | This Town Ain't Big Enough for Both of Us in de Nederlandse Top 40 - binnen: 1 juni 1974 | This Town Ain't Big Enough for Both of Us in de Nederlandse Top 40 - binnen: 1 juni 1974 | This Town Ain't Big Enough for Both of Us in de Nederlandse Top 40 - binnen: 1 juni 1974 | This Town Ain't Big Enough for Both of Us in de Nederlandse Top 40 - binnen: 1 juni 1974 | This Town Ain't Big Enough for Both of Us in de Nederlandse Top 40 - binnen: 1 juni 1974 | This Town Ain't Big Enough for Both of Us in de Nederlandse Top 40 - binnen: 1 juni 1974 |
| Week                                                                                     | 1                                                                                        | 2                                                                                        | 3                                                                                        | 4                                                                                        | 5                                                                                        | 6                                                                                        | 7                                                                                        | 8                                                                                        | 9                                                                                        | 10                                                                                       |                                                                                          |
| ---------------------------------------------------------------------------------------- | ---------------------------------------------------------------------------------------- | ---------------------------------------------------------------------------------------- | ---------------------------------------------------------------------------------------- | ---------------------------------------------------------------------------------------- | ---------------------------------------------------------------------------------------- | ---------------------------------------------------------------------------------------- | ---------------------------------------------------------------------------------------- | ---------------------------------------------------------------------------------------- | ---------------------------------------------------------------------------------------- | ---------------------------------------------------------------------------------------- | ---------------------------------------------------------------------------------------- |
| Nummer                                                                                   | 29                                                                                       | 19                                                                                       | 8                                                                                        | 5                                                                                        | 6                                                                                        | 7                                                                                        | 11                                                                                       | 14                                                                                       | 19                                                                                       | 38                                                                                       | uit                                                                                      |

| This Town Ain't Big Enough for Both of Us in de Nationale Hitparade - binnen: 25 mei 1974 | This Town Ain't Big Enough for Both of Us in de Nationale Hitparade - binnen: 25 mei 1974 | This Town Ain't Big Enough for Both of Us in de Nationale Hitparade - binnen: 25 mei 1974 | This Town Ain't Big Enough for Both of Us in de Nationale Hitparade - binnen: 25 mei 1974 | This Town Ain't Big Enough for Both of Us in de Nationale Hitparade - binnen: 25 mei 1974 | This Town Ain't Big Enough for Both of Us in de Nationale Hitparade - binnen: 25 mei 1974 | This Town Ain't Big Enough for Both of Us in de Nationale Hitparade - binnen: 25 mei 1974 | This Town Ain't Big Enough for Both of Us in de Nationale Hitparade - binnen: 25 mei 1974 | This Town Ain't Big Enough for Both of Us in de Nationale Hitparade - binnen: 25 mei 1974 | This Town Ain't Big Enough for Both of Us in de Nationale Hitparade - binnen: 25 mei 1974 | This Town Ain't Big Enough for Both of Us in de Nationale Hitparade - binnen: 25 mei 1974 | This Town Ain't Big Enough for Both of Us in de Nationale Hitparade - binnen: 25 mei 1974 |
| Week                                                                                      | 1                                                                                         | 2                                                                                         | 3                                                                                         | 4                                                                                         | 5                                                                                         | 6                                                                                         | 7                                                                                         | 8                                                                                         | 9                                                                                         | 10                                                                                        |                                                                                           |
| ----------------------------------------------------------------------------------------- | ----------------------------------------------------------------------------------------- | ----------------------------------------------------------------------------------------- | ----------------------------------------------------------------------------------------- | ----------------------------------------------------------------------------------------- | ----------------------------------------------------------------------------------------- | ----------------------------------------------------------------------------------------- | ----------------------------------------------------------------------------------------- | ----------------------------------------------------------------------------------------- | ----------------------------------------------------------------------------------------- | ----------------------------------------------------------------------------------------- | ----------------------------------------------------------------------------------------- |
| Nummer                                                                                    | 29                                                                                        | 21                                                                                        | 17                                                                                        | 7                                                                                         | 5                                                                                         | 5                                                                                         | 4                                                                                         | 11                                                                                        | 11                                                                                        | 21                                                                                        | uit                                                                                       |

### NPO Radio 2 Top 2000
| Nummer met noteringen in de NPO Radio 2 Top 2000 | '99  | '00 | '01  | '02 | '03 | '04  | '05  | '06  | '07  | '08  | '09  | '10  | '11  | '12  | '13  | '14  |
| ------------------------------------------------ | ---- | --- | ---- | --- | --- | ---- | ---- | ---- | ---- | ---- | ---- | ---- | ---- | ---- | ---- | ---- |
| This Town Ain't Big Enough for Both of Us        | 1024 | 683 | 1205 | 727 | 797 | 1029 | 1077 | 1014 | 1247 | 1024 | 1298 | 1430 | 1619 | 1621 | 1717 | 1764 |

1. ↑  Een vetgedrukt getal geeft de hoogste notering aan.
2. ↑  Deze tabel is bijgewerkt tot en met de laatste editie (2024).